# Escuadrilla Lafayette
La Escuadrilla Lafayette fue una escuadrilla de la Aeronáutica Militar (cuerpo aéreo del ejército francés) durante la Primera Guerra Mundial, compuesta en gran parte por pilotos voluntarios estadounidenses que se alistaron como combatientes.
El escuadrón se formó en abril de 1916 como la  Escuadrilla Americana  (número 124) en Luxeuil-les-Bains, antes de la entrada de EE. UU. en la guerra. Edmund L. Gros, director del American Field Service, y Norman Príncipe, un expatriado estadounidense que ya estaba volando en Francia, persuadieron al gobierno francés del valor de una unidad aérea de voluntarios estadounidenses que lucharan por Francia. El objetivo era que sus esfuerzos fueran reconocidos por el público americano y, por tanto, se esperaba que la publicidad resultante despertara el interés en abandonar la neutralidad y unirse a la lucha. No todos los pilotos estadounidenses estaban en esta escuadrilla; otros pilotos norteamericanos lucharon por Francia como parte del Lafayette Flying Corps.

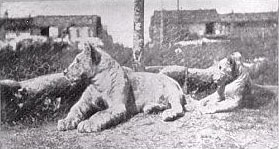
Whiskey y Soda, las mascotas de la escuadrilla Lafayette

La escuadrilla fue rápidamente trasladada a Bar-le-Duc, cerca del frente. Alemania presentó una protesta ante el gobierno de EE. UU. sobre las acciones de una nación neutral en la guerra, lo que se supone que obliga a un cambio de nombre en diciembre. El nombre original implicaba que los EE. UU. se habían aliado a Francia, cuando en realidad era neutral.
Los aviones, sus mecánicos y los uniformes eran franceses, al igual que el comandante, el capitán Georges Thenault. Cinco pilotos franceses también formaron parte, y actuaron en varias ocasiones. Raoul Lufbery, un ciudadano estadounidense de origen francés, fue as de la aviación con 16 victorias confirmadas antes de que su escuadrón fuera transferido al Servicio Aéreo del Ejército de los Estados Unidos.
La escuadrilla tenía como mascotas dos cachorros de león llamados Whiskey y Soda.

## La Escuadrilla Lafayette en el cine
- Alas (1927), de  de William A. Wellman. Narra distintos hechos de la aviación de la Primera Guerra Mundial.
- La escuadrilla Lafayette (1957), de William A. Wellman. Con actores como Clint Eastwood o David Janssen.
- Flyboys: Héroes del Aire (2006), de Trevor Rabin. Con James Franco como protagonista.